# Wildfire (álbum)
Wildfire é o álbum de estreia oficial e terceiro disco de estúdio da artista musical norte-americana Rachel Platten, que foi lançado em 1 de janeiro de 2016 através da Columbia Records. O álbum inclui "Fight Song", lançado em fevereiro de 2015, que alcançou a posição número seis na Billboard Hot 100, e liderou as paradas na Escócia e no Reino Unido. O segundo single do álbum, "Stand by You", foi lançado em 11 de setembro de 2015.

## Promoção

### Singles
Em 19 de fevereiro de 2015, "Fight Song" foi lançada como o primeiro single do extended play de mesmo nome. "Fight Song" alcançou a posição número seis na Billboard Hot 100. "Stand by You" foi lançado como o primeiro single de Wildfire em 11 de setembro de 2015. Desde então, chegou ao número 61 na Billboard Hot 100. As músicas "Lone Ranger", "Beating Me Up" e "Congratulations" estavam disponíveis como singles de pré-encomenda (faixas que também estavam no Fight Song EP), assim como "Better Place".

### Turnê
No intuito de promover o trabalho, Platten embarcará na digressão The Wildfire Tour, que terá início em 26 de fevereiro de 2016 em Dallas, Texas.

## Recepção da crítica
Escrevendo para a plataforma The Guardian, Harriet Gibsone afirmou que o disco é "eficiente em conjurar emoções" e "tem as características de um sucesso temporário, mas a identidade de Platten se perde." Sobre a artista e o desenvolvimento do estilo musical do álbum, Gibsone classificou Platten como uma "mutante da música pop", descrevendo seu estilo musical como um encontro ocasional entre a música country e as influências de Shakira, Carly Rae Jepsen e Katy Perry. Markos Papadatos do Digital Journal concedeu ao disco uma avaliação de nota "A", além de ter elogiado as faixas "limpas." Tony Clayton-Lea do The Irish Times avaliou Wildfire com três de cinco estrelas, dizendo: "Canções pop construídas para suportar uma bola de demolição."

## Lista de faixas
| N.º            | Título                                                  | Compositor(es)                                                               | Produtor(es)   | Duração |  |
| 1.             | "Stand by You"                                          | Rachel Platten Jon Levine Jack Antonoff Joy Williams Matt Morris             | Levine         | 3:39    |  |
| 2.             | "Hey Hey Hallelujah" (com participação de Andy Grammer) | Platten Grammer Evan Kidd Bogart Caroline Ailin Emmanuel Kiriakou Zukhan Bey | Levine         | 2:56    |  |
| 3.             | "Speechless"                                            | Platten Nolan Lambroza Maureen McDonald                                      | Levine         | 3:19    |  |
| 4.             | "Beating Me Up"                                         | Platten Rune Westberg                                                        | Levine         | 3:09    |  |
| 5.             | "Fight Song"                                            | Platten Dave Richard Bassett                                                 | Levine         | 3:24    |  |
| 6.             | "Better Place"                                          | Platten Sally Seltmann                                                       | Levine         | 2:56    |  |
| 7.             | "Lone Ranger"                                           | Platten Bonnie Baker Brian West                                              | West           | 3:10    |  |
| 8.             | "You Don't Know My Heart"                               | Platten Robert Hawkins                                                       | Levine         | 3:34    |  |
| 9.             | "Angels in Chelsea"                                     | Platten Nash Overstreet West                                                 | Levine West    | 3:56    |  |
| 10.            | "Astronauts"                                            | Platten Bassett                                                              | Levine         | 3:56    |  |
| 11.            | "Congratulations"                                       | Platten Scott Jacoby                                                         | Levine         | 3:46    |  |
| 12.            | "Superman"                                              | Platten Lindy Robbins Chris DeStefano                                        | Levine         | 3:22    |  |
| Duração total: | Duração total:                                          | Duração total:                                                               | Duração total: | 40:48   |  |

| Faixas bônus da edição das lojas Target |                           |                                  |                |         |  |
| N.º                                     | Título                    | Compositor(es)                   | Produtor(es)   | Duração |  |
| 13.                                     | "Lonely Planet"           | Platten Nolan Sipe Ryan Petersen | Levine         | 3:09    |  |
| 14.                                     | "Stand by You" (acústico) | Platten Antonoff Williams Morris | Levine         | 3:53    |  |
| 15.                                     | "Speechless" (acústico)   | Platten Lambroza McDonald        | Levine         | 3:31    |  |
| Duração total:                          | Duração total:            | Duração total:                   | Duração total: | 51:21   |  |

| Faixas bônus do relançamento no Japão |                                  |                                  |              |         |  |
| N.º                                   | Título                           | Compositor(es)                   | Produtor(es) | Duração |  |
| 13.                                   | "Lonely Planet"                  | Platten Nolan Sipe Ryan Petersen | Levine       | 3:09    |  |
| 14.                                   | "Stand by You" (acústico)        | Platten Antonoff Williams Morris | Levine       | 3:53    |  |
| 15.                                   | "Speechless" (acústico)          | Platten Lambroza McDonald        | Levine       | 3:31    |  |
| 16.                                   | "Fight Song" (Dave Audé Remix)   |                                  |              | 3:21    |  |
| 17.                                   | "Stand By You" (DJ Mike D Remix) |                                  |              | 3:22    |  |

## Desempenho nas tabelas musicais
| Tabela musical (2016)               | Melhor posição |
| ----------------------------------- | -------------- |
| Austrália (ARIA)                    | 12             |
| Bélgica (Ultratop Flandres)         | 132            |
| Canadá (Billboard)                  | 6              |
| Estados Unidos (Billboard 200)      | 5              |
| Irlanda (IRMA)                      | 84             |
| Nova Zelândia (RMNZ)                | 37             |
| Reino Unido (Official Albums Chart) | 52             |

## Histórico de lançamento
| País  | Data                 | Formato(s)          | Gravadora    | Ref.   |
| ----- | -------------------- | ------------------- | ------------ | ------ |
| Mundo | 1 de janeiro de 2016 | CD Download digital | Columbia RCA | [ 16 ] |
| Japão | 13 de abril de 2016  | CD Download digital | Columbia RCA | [ 8 ]  |